# Stazione di Sella di Corno
La stazione di Sella di Corno è una stazione ferroviaria posta sulla ferrovia Terni-Sulmona. Serve la località di Sella di Corno, frazione del comune di Scoppito. È la prima stazione in territorio abruzzese dopo il confine con il Lazio, dove si trova la precedente stazione di Rocca di Corno.
Nella stazione si raggiunge il culmine del valico di Sella di Corno ed il punto più alto della dell'intera linea, a 989 m s.l.m. Da qui i binari scendono verso L'Aquila (620 m s.l.m.) o Antrodoco (473 m s.l.m.), con pendenze che raggiungono il 35 ‰.

## Storia
La stazione venne inaugurata il 22 giugno 1882, con l'apertura al traffico del tratto della linea dall'Aquila fino all'adiacente stazione di Rocca di Corno.

## Strutture e impianti

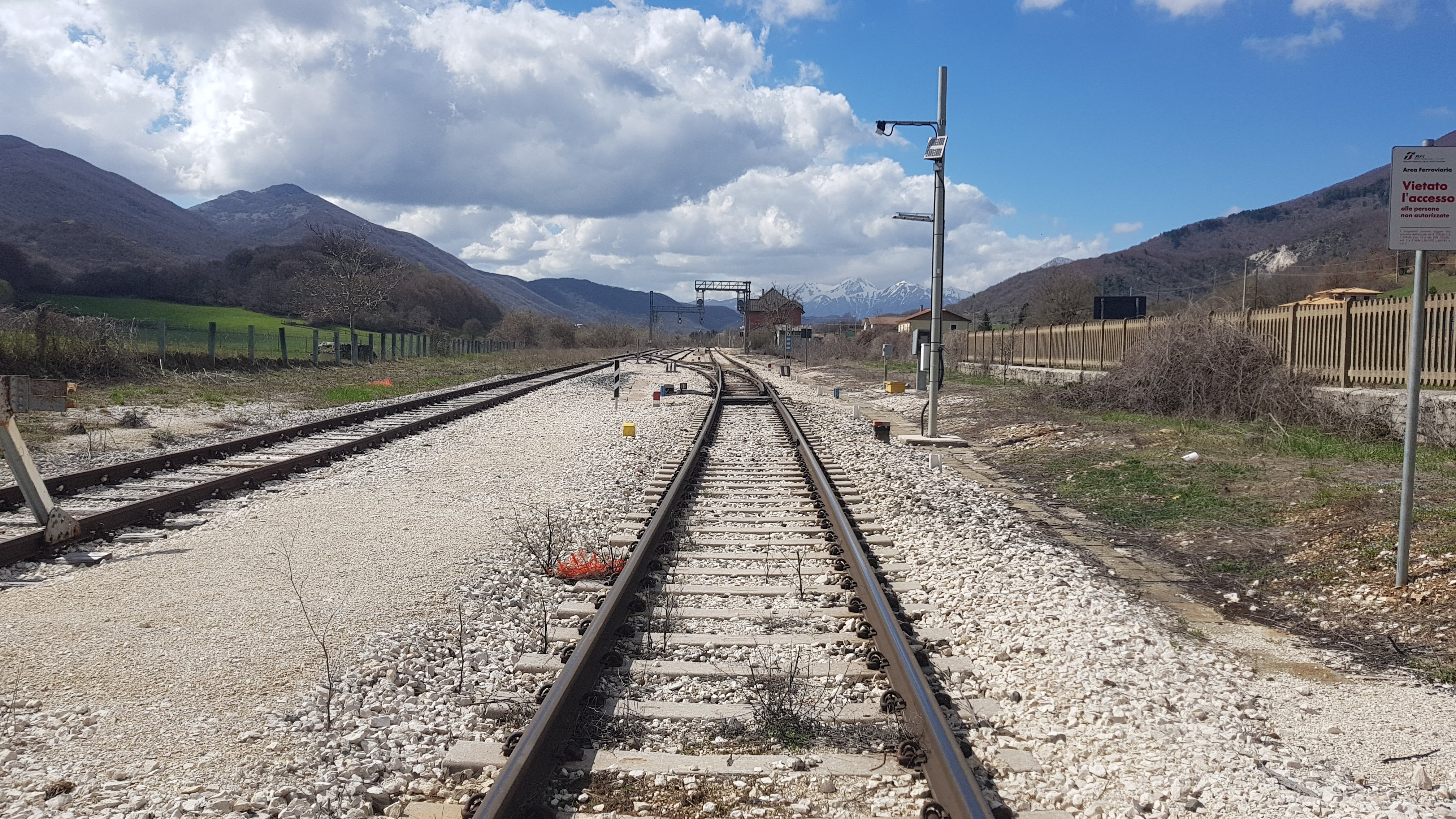
L'impianto visto dal passaggio a livello lato L'Aquila

La stazione sorge lungo la strada statale 17, al km 14,245 di quest'ultima, poco dopo aver superato il paese di Sella di Corno. Il piazzale della stazione si compone di due binari passanti, a cui si aggiunge un binario tronco che serviva l'ex scalo merci.

## Movimento
La frequentazione della stazione è sempre stata scarsa, vista scarsa densità abitativa dell’altipiano, e oggi i treni fermano quasi esclusivamente per effettuare incroci. L'impianto risulta comunque servito da circa 13 treni regionali giornalieri gestiti da Trenitalia diretti a L'Aquila e Terni.